# Тритон східноамериканський
Тритон східноамериканський (Notophthalmus viridescens) — вид земноводних з роду Північноамериканський тритон родини саламандрові. Має 4 підвиди. Інша назва «зеленуватий тритон».

## Опис
Загальна довжина сягає 14 см. Голова дещо сплощена. тулуб щільний. Хвіст довгий та широкий. Шкіра доволі гладенька. В ній містять отруйні речовини, що дозволяє боронитися проти ворогів. Забарвлення зелено-коричневе або жовто-коричневе забарвлення. Залежно від місцеперебування малюнок може складатися з низку цяток або неповних поздовжніх смуг яскраво-червоного кольору з чорною облямівкою. Черево світліше спини, може бути жовтим або навіть помаранчевим. Тулуб вкрите дрібними чорними цятками (до 21 штук). Самців у сезон розмноження можна відрізнити по здуття клоаки і чорним мозолях на внутрішній поверхні задніх лап.

## Спосіб життя
Полюбляє вологі ділянки листяних і хвойних лісів. У воді вони може харчуватися і вдень, і вночі. Взимку можна побачити під льодом, плаваючих в пошуках корму. Личинки цих тритонів живляться дрібними безхребетними: водяними блохами, равликами, молоді тритони поїдають різних комах, що мешкають в лісовій підстилці, а дорослі особини полюють здебільшого на дрібних молюсків, ракоподібних, молодих амфібій, яйця жаб.
Для розмноження використовує невеликі стоячі прісні водойми: стави, маленькі озера, канави. Личинки живуть у воді, а молоді тритони виходять на сушу. Молодих тритонів часто можна зустріти в лісовій підстилці під час дощу, особливо вночі. В сухі сонячні дні вони ховаються в прохолодних вологих сховищах, під корчами, у моху. По досягненні статевої зрілості тритони повертаються у водойми, де проводять залишок свого життя. Молоді тритони зимують, зарившись у ґрунт, а дорослі — у воді.
Статева зрілість настає у 2—3 роки. Самиця відкладає 200–400 яєць. Личинки мають сплощене з боків тіло, зовнішні зябра і оливково-коричневе забарвлення. Метаморфоз триває 2—5 місяців. Молоді тритони завдовжки 2—8 см і відрізняються дуже яскравим забарвленням. Вони можуть мати червоно-коричневе, яскраво-помаранчеве або навіть малинове тіло з яскраво-червоними плямами і чорними цяточками.
Тривалість життя до 15 років.

## Розповсюдження
Мешкає від південно-східної Канади уздовж Атлантичного узбережжя США до Мексиканської затоки (на сході) й до рік Міссісіпі та Міссурі (на заході).

## Підвиди
- Notophthalmus viridescens viridescens
- Notophthalmus viridescens dorsalis
- Notophthalmus viridescens louisianensis
- Notophthalmus viridescens piaropicola